# 陸子隆
陸子隆（524年—570年），字興世，吳郡吳縣人，南梁、南陳官员。

## 生平
陸子隆的祖父陸敞之是南梁嘉興縣令，父親陸悛則是南梁的封氏縣令。陸子隆年少慷慨大方，立志建立功名，以東宮直後起家。侯景之亂時，他在家鄉聚集群眾，當時的吳郡太守張彪引薦為將領；張彪徙任會稽太守，陸子隆跟隨。陳蒨討伐張彪，張彪的將領沈泰、吳寶真和申縉等人都投降，唯有陸子隆力戰到底，最終失敗。陳蒨欣賞他的忠義，給他繼續率領部下，任命為中兵參軍，歷任始豐、永興二縣縣令。
陳蒨嗣位為陳文帝，陸子隆領兵保衛宮殿，很快就隨侯安都於柵口拒守王琳。王琳平定後，授為左中郎將。天嘉元年（560年），他受封益陽縣子，食邑三百戶，外任高唐郡太守；次年（561年）除授明威將軍、廬陵太守。當時周迪據臨川造反，東昌縣人脩行師和應，率兵攻打陸子隆，勢力巨大。陸子隆在外邊安排伏兵，城門則緊閉示弱。脩行師部隊來到就兩邊夾擊，脩行師大敗投降，他准許並送脩行師到京師。天嘉四年（563年），周迪引導陳寶應從臨川出兵，他跟隨都督章昭達討伐周迪。周迪退兵，二人跨越東興嶺征伐陳寶應。官軍至建安郡後他負責管理本郡。陳寶應據守建安的湖邊抵抗官軍，他和章昭達各自據守營地，章昭達先和敵軍戰鬥，失利而失去戰鼓和號角。陸子隆知道後率兵支援，擊敗叛軍，取回章昭達失去的羽儀甲仗。晉安平定，他的功勞最大，遷任假節、都督武州諸軍事，仍然為將軍如故，不久改封朝陽縣伯，食邑五百戶。陳廢帝即位，進號智武將軍，加員外散騎常侍，其餘依舊。
華皎據湘州叛陳，考慮陸子隆駐守重鎮，因此覺得憂患，頻頻派使節召喚投靠，他不願意，於是華皎派兵攻打，又未能攻克。華皎於郢州被打敗，他出兵偷襲華皎後部，和官軍會合。陸子隆獲授職持節、通直散騎常侍、都督武州諸軍事，進爵朝陽縣侯，增食邑到七百戶。不久遷任都督荊信祐三州諸軍事、宣毅將軍、荊州刺史，依然為持節、常侍。其時荊州新設立，治所在公安縣，城池不穩固，他修建城郭，安抚笼络人民，得到民心，號稱稱職。任職三年後，居民都上表請求立碑讚頌他的功績，朝廷准許。太建元年（569年），進號雲麾將軍，次年（570年）去世，虛歲四十七。贈散騎常侍，諡威，子陸之武嗣爵。

## 子
陸之武，十六岁时，领其旧军，随吴明彻北伐有功，官至王府主簿、弘农郡太守，吴明彻于吕梁败绩，陸之武逃归，被人所害，时年二十二岁。

## 引用
1. 1 2  《陳書·卷二十二·列傳第十六》：陸子隆字興世，吳郡吳人也。祖敞之，梁嘉興令。父悛，封氏令。子隆少慷慨，有志功名。起家東宮直後。侯景之亂，於鄉里聚徒。是時張彪為吳郡太守，引為將帥。彪徙鎮會稽，子隆隨之。及世祖討彪，彪將沈泰、吳寶真、申縉等皆降，而子隆力戰敗績，世祖義之，復使領其部曲，板為中兵參軍。歷始豐、永興二縣令。
2. 1 2  《南史·卷六十七·列傳第五十七》：陸子隆字興世，吳郡人也。祖敞之，梁嘉興令。父悛，封氏令。子隆少慷慨，有志功名。侯景之亂，於鄉里聚徒。時張彪為吳郡太守，引為將帥，仍隨彪徙鎮會稽。及文帝討彪，彪將沈泰、吳寶真、申縉等皆降，而子隆力戰敗績。文帝義之，復使領其部曲。
3. ↑  《陳書·卷二十二·列傳第十六》：世祖嗣位，子隆領甲仗宿衛。尋隨侯安都拒王琳於柵口。王琳平，授左中郎將。天嘉元年，封益陽縣子，邑三百戶。出為高唐郡太守。二年，除明威將軍、廬陵太守。時周迪據臨川反，東昌縣人脩行師應之，率兵以攻子隆，其鋒甚盛。子隆設伏於外，仍閉門偃甲，示之以弱。及行師至，腹背擊之，行師大敗，因乞降，子隆許之，送于京師。
4. ↑  《陳書·卷二十二·列傳第十六》：四年，周迪引陳寶應復出臨川，子隆隨都督章昭達討迪。迪退走，因隨昭達踰東興嶺，討陳寶應。軍至建安，以子隆監郡。寶應據建安之湖際以拒官軍，子隆與昭達各據一營，昭達先與賊戰，不利，亡其鼓角，子隆聞之，率兵來救，大破賊徒，盡獲昭達所亡羽儀甲仗。晉安平，子隆功最，遷假節、都督武州諸軍事、武州刺史，將軍如故。尋改封朝陽縣伯，邑五百戶。廢帝即位，進號智武將軍，加員外散騎常侍，餘如故。
5. ↑  《南史·卷六十七·列傳第五十七》：文帝嗣位，子隆領甲仗宿衛。封益陽縣子，累遷廬陵太守。周迪據臨川反，子隆隨章昭達討迪，迪退走，因隨昭達討陳寶應。晉安平，子隆功最，遷武州刺史，改封朝陽縣伯。
6. ↑  《陳書·卷二十二·列傳第十六》：華皎據湘州反，以子隆居其心腹，皎深患之，頻遣使招誘，子隆不從，皎因遣兵攻之，又不能剋。及皎敗於郢州，子隆出兵以襲其後，因與王師相會。授持節、通直散騎常侍、都督武州諸軍事，進爵為侯，增邑并前七百戶。尋遷都督荊信祐三州諸軍事、宣毅將軍、荊州刺史，持節、常侍如故。是時荊州新置，治于公安，城池未固，子隆修建城郭，綏集夷夏，甚得民和，當時號為稱職。三年，吏民詣都上表，請立碑頌美功績，詔許之。太建元年，進號雲麾將軍。二年卒，時年四十七。贈散騎常侍，諡曰威。子之武嗣。
7. ↑  《南史·卷六十七·列傳第五十七》：華皎據湘州反，以子隆居其心腹，皎深患之，頻遣使招，子隆不從，攻又不克。及皎敗於郢州，子隆出兵襲其後，因與大軍相會。進爵為侯。尋遷都督、荊州刺史。荊州新置，居公安，城池未固，子隆修立城郭，綏集夷夏，甚得人和，號為稱職。吏人詣闕求立碑頌美功績，詔許之。卒，諡威。子之武嗣。

## 延伸阅读
[在维基数据编辑]
 《陳書·卷22》，出自姚思廉《陳書》
 《南史·卷67》，出自李延壽《南史》